# Бен Сондерс
Бен Сондерс (англ. Benjamin (Ben) John Saunders; 5 серпня 1977, Плімут, Англія) — британський полярний дослідник, атлет на витримку та агітатор.
З його досягнень найвідоміший одиночний лижний похід до Північного полюса в 2004 році і його живі репортажі із експедицій в блогах. Він був третій в історії і наймолодший (на 10 років) із всіх, хто досяг Північного полюса своїм ходом.
Сондерс зробив три спроби досягнути полюса у віці 23—26 років, пройшовши в сумі 1200 миль (2000 км) у високих широтах Арктики. Йому належить британський рекорд найдовшої одиночної арктичної подорожі завдовжки 1032.3 кілометрів.
«Я — дослідник меж: географічних, фізичних, розумових. Це чисто людське устремління, і це спосіб, яким я можу надихнути інших на дослідження власного потенціалу».

## Біографія
Старший з двох дітей у сім'ї, Бен ріс в Девоні і Кенті, навчався в Королівській військовій академії в Сандхерсті і працював інструктором в школі пригод Джона Ріджвея. Є почесним віцепрезидентом Географічної Асоціації, послом благодійного фонду Prince's Trust, патроном Дослідницького Товариства Британських шкіл (BSES) і підтримує Премію герцога Единбурзького для заохочення талановитої молоді та благодійний фонд боротьби з раком Orchid Cancer Appeal. Бен брав участь у написанні низки книг, включаючи Worldchanging: A User's Guide for the 21st Century і The Middle of Nowhere видавництва Lonely Planet. Він виступав на конференції TED в 2005 і 2012 роках. Проживає в Лондоні.
Бен Сондерс, Виступ на TED Talks в 2005 році:
 У мене є шкільна характеристика. Мені тоді було 13 років, і вона висить у мене вдома над столом в рамці. Там написано: «У Бена недостатня мотивація, щоб досягти чогось путнього».
Оригінальний текст (англ.)
I have a school report. I was 13 years old, and it's framed above my desk at home. It says, "Ben lacks sufficient impetus to achieve anything worthwhile."

## Експедиції

### Північний полюс 2001
Бен вперше зробив спробу досягти полюса у 2001 році у 23 роки, у складі автономної експедиції з двох чоловік під керівництвом Пена Хадоу. Вона стартувала з мису Арктичного в Сибіру. Парі не вдалося досягти полюса, але вони досягли приблизно 87° північної широти після 59 днів у Північному Льодовитому океані.

### Північний полюс 2003
У квітні 2003 року Сондерс здійснив 240 кілометровий одиночний похід до Північного полюса і назад від російської полярної станції Барнео.

### Північний полюс 2004 (трансарктична експедиція Serco)
Навесні 2004 року він вирушив в одиночну автономну пішу подорож через Північний Льодовитий океан, від мису Арктичний, Росія, до острова Уорд Хант, Канада через Північний полюс. Вертоліт Мі-8 висадив Бена у стартовій точці N 81'47.6 E 095'49.2 5 березня 2004. Він успішно досяг полюса 11 травня 2004 і його підібрав 14 травня в точці N 89'30.2 W 088'11.1 (в канадській зоні Арктики) літак на лижах Twin Otter авіакомпанії Kenn Borek Air.

### Північний полюс 2008 (спроба встановити рекорд швидкості)
27 березня 2008 Бен вийшов з острова Уорд Хант, Канада до полюса, щоб встановити світовий рекорд. Нинішній рекорд, 36 днів 22 години, був встановлений в 2005 році командою під керівництвом канадця Метті Макнейра з використанням собачих саней і їжі, що скидалася з повітря. Сондерс же, на відміну від них, вийшов один, без підтримки і пішки, але змушений був зійти через 8 днів, 4 квітня, через поламку лижного кріплення. Бен досяг точки N.83.57.686 W. 074.12.566.

### Експедиція Скотта 2013—2014
Бен і його товариш Тарка l'Herpiniere були в автономній експедиції в Антарктиді, повторивши маршрут трагічно загиблої експедиції Роберта Скотта 1911—1912 років Терра Нова від мису Хат до Південного полюса і назад. Дистанція в 1800 миль (2900 км) була пройдена за 4 місяці і стала найдовшою автономною полярною експедицією в історії людства. Стежити за ходом подій можна було на офіційному сайті.

## Диспут про Північний полюс
Заявка Сондерса про досягнення поодинці Північного полюса оскаржується сайтом ExplorersWeb, який ведуть мандрівники-конкуренти Томас і Тіна Сьогрен. На їхню думку, в залік повинні йти тільки подорожі, які починаються на землі. Сондерс же 2004 року стартував за 70 кілометрів від мису Арктичного: смуга в 50 кілометрів чистої води біля берега унеможливила старт з узбережжя. Ці 70 кілометрів в підсумку скоротили загальну дистанцію на 5 %. Внаслідок цього, в базі даних сайту ExplorersWeb ця експедиція позначена як така, що «частково вдалася».
У 2004 році австралійський мандрівник Ерік Філліпс засудив подібну категоричність, припустивши, що саме вона стала причиною загибелі фінської мандрівниці Домінік Ардуїн, що загинула в березні 2004 року поблизу мису Арктичного: «Не можу позбутися думки, що трагедія стала результатом тиску, що чиниться на автономних мандрівників, Повторюю: ExplorersWeb та інші надмірно тиснуть на наше спільноту, підрозділяючи експедиції згідно з їх завершеністю».